# Vitanovac (gmina Bela Palanka)
Vitanovac (cyr. Витановац) – wieś w Serbii, w okręgu pirockim, w gminie Bela Palanka. W 2011 roku liczyła 44 mieszkańców.